# Thanbyuzayat
Thanbyuzayat – miasto w Mjanmie, w stanie Mon. Według danych na rok 2014 liczyło 57 208 mieszkańców.